# Імператриця Єлизавета верхи
 Імператри́ця Єлизав́ета ве́рхи - дрібна порцелянова пластика 18 ст., створена Мейсенською мануфактурою, яку зберігає Третьяковська галерея.
Своє місце в музейних колекціях посіла так звана россіка - твори іноземних майстрів, що працювали або по замовам російського царського двору, або іноземці, що працювали в столичних містах. Це не тільки портрети олійним фарбами, а й скульптурні погруддя і рельєфи, а також порцеляна.
До ранніх зразків порцеляни в галереї належить скульптурка «Імператриця Єлизавета верхи», створена близько 1748 р. Порцеляна того часу, рідкісна як і ювелірні вироби, використовувалась для створення портретних зображень королівських особ наче срібло чи золото. Були випадки, коли виріб з порцеляни оправляли у золото з діамантами.
Порцелянова група «Імператриця Єлизавета верхи» створена за моделлю відомого німецького майстра Йогана Кендлера. Він обійняв посаду головного майстра моделей порцелянової мануфактури з  1733 р. Саме він створив відомий «Лебединий севріз», комплект якого мав  2.500 предметів. Йогану Кендлеру надіслали портрет російської імператриці верхи, за яким і була створена скульптура. Дослідникам добре відомий і твір, що слугував Кендлеру. Це парадний портрет імператриці з арапчам, який створив художник Георг Христофор Гроот ( 1716-1749 ), представник стилю рококо.  Дещо ляльковий образ з портрету Гроота добре підходив до стилістики рококо в порцеляновій пластиці. А неповна портретність образу в порцеляні цілком компенсувалася коштовним матеріалом, яскравими фарбами і золоченням.